# Bajrangi Bhaijaan
Pour plus de détails, voir Fiche technique et Distribution.
Bajrangi Bhaijaan (बजरंगी भाईजान) est un film dramatique et musical indien coécrit, coproduit et réalisé par Kabir Khan, sorti en 2015. Le film met en vedette Salman Khan, Harshaali Malhotra, Kareena Kapoor et Nawazuddin Siddiqui.
Le film a été un grand succès critique et commercial, récoltant plus de 900 crores de roupies à travers le monde, ce qui en fait l'un des plus grands succès de l'histoire de Bollywood.

## Synopsis
Munni, une petite Pakistanaise muette de six ans, est séparée de sa mère lors d'un pèlerinage en Inde. Elle croise la route de Pawan Kumar Chaturvedi, surnommé « Bajrangi » (joué par Salman Khan), un homme pieux et bienveillant. Déterminé à la ramener à sa famille, il entreprend un périple dangereux jusqu'au Pakistan, en affrontant les frontières, la police et les tensions indo-pakistanaises.

## Fiche technique
- Titre original : बजरंगी भाईजान
- Réalisation : Kabir Khan
- Scénario : Vijayendra Prasad, Kabir Khan, Asad Hussain
- Dialogues : Kausar Munir
- Musique : Pritam Chakraborty
- Photographie : Aseem Mishra
- Montage : Rameshwar S. Bhagat
- Production : Salman Khan Films, Kabir Khan Productions
- Langues originales : hindi, ourdou
- Durée : 145 minutes
- Distributeurs : Eros International, Aanna Films
- Budget estimé : 90 crores INR[1]
- Box-office mondial : ~₹969 crores INR[2]

## Distribution
- Salman Khan : Pawan Kumar Chaturvedi / Bajrangi
- Harshaali Malhotra : Shahida "Munni"
- Kareena Kapoor : Rasika Pandey
- Nawazuddin Siddiqui : Chand Nawab
- Sharat Saxena : Dayanand Pandey
- Om Puri : Maulana Sahab (voix)
- Rajesh Sharma : directeur d'école pakistanais
- Meher Vij : la mère de Shahida
- Ali Quli Mirza : officier ISI
- Deepti Naval : caméo

## Accueil

### Critique
Le film a été salué pour son scénario humaniste, sa charge émotionnelle, ainsi que pour la performance de la jeune Harshaali Malhotra. Il a obtenu une note de 8,1/10 sur IMDb.

### Box-office
Avec plus de 900 crores de roupies indiennes, le film a dépassé PK dans plusieurs territoires internationaux, et reste l'un des plus gros succès de l'histoire du cinéma indien.

## Récompenses
- National Film Awards 2016 :
  - Prix du Meilleur film populaire offrant un divertissement sain